# Pararaneus perforatus
Pararaneus perforatus là một loài nhện trong họ Araneidae.
Loài này thuộc chi Pararaneus. Pararaneus perforatus được Tord Tamerlan Teodor Thorell miêu tả năm 1899.